# Бай Олег Сергійович
Олег Сергійович Бай (15 травня 1944) — український дипломат. Надзвичайний і Повноважний Посланник. Заступник, перший заступник міністра інформації України (1997—1999). Голова Державного комітету інформаційної політики України (1999—2000). Генеральний консул України в Республіці Казахстан м. Алмати (2000—2004). Дійсний член (академік) Української академії геополітики та геостратегії (2024).

## Життєпис
Народився 15 травня 1944 року в місті Красноярськ. Закінчив філологічний факультет Київського державного університету ім. Т. Г. Шевченка.
Працював помічником заступника Голови Президії Верховної Ради УРСР (1981—1993)
Радник-посланник Посольства України в Москві (1993—1996).
У 1997—1998 рр. — заступник Міністра інформації України
У 1998—1999 рр. — перший заступник Міністра інформації України
У 1999—2000 рр. — голова Державного комітету інформаційної політики України.
У 2000—2004 рр. — генеральний консул України в Республіці Казахстан м. Алмати
У 2004—2005 рр. — заступник голови Державного комітету у справах релігій.